# Israel Sieff, Baron Sieff

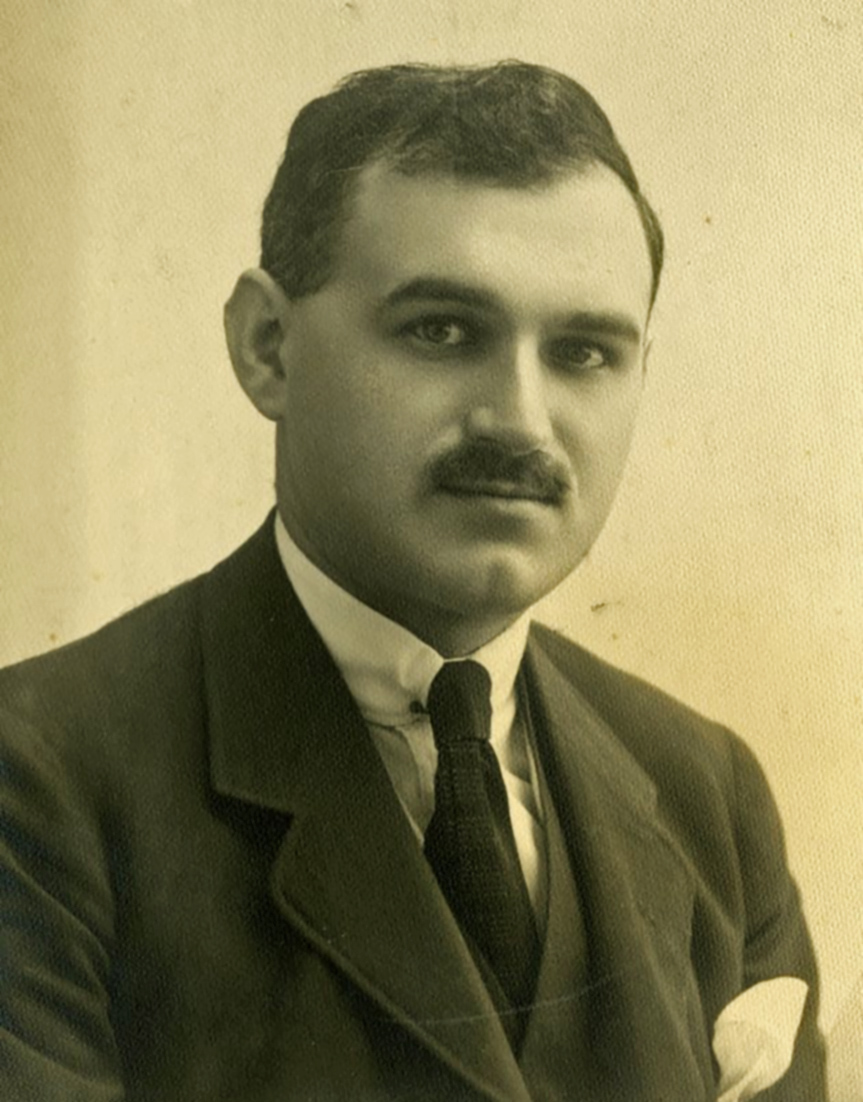
Baron Israel Sieff

Israel Moses Sieff, Baron Sieff FRGS (* 4. Mai 1889 in Manchester; † 14. Februar 1972 in London) war ein britischer Unternehmer und Politiker.
Er war zwischen 1964 und 1967 Vorstandsvorsitzender des Einzelhandelsunternehmens Marks & Spencer war und ab 1966 als Life Peer Mitglied des House of Lords.

## Leben

### Familie, Studium und Unterstützer des Zionismus

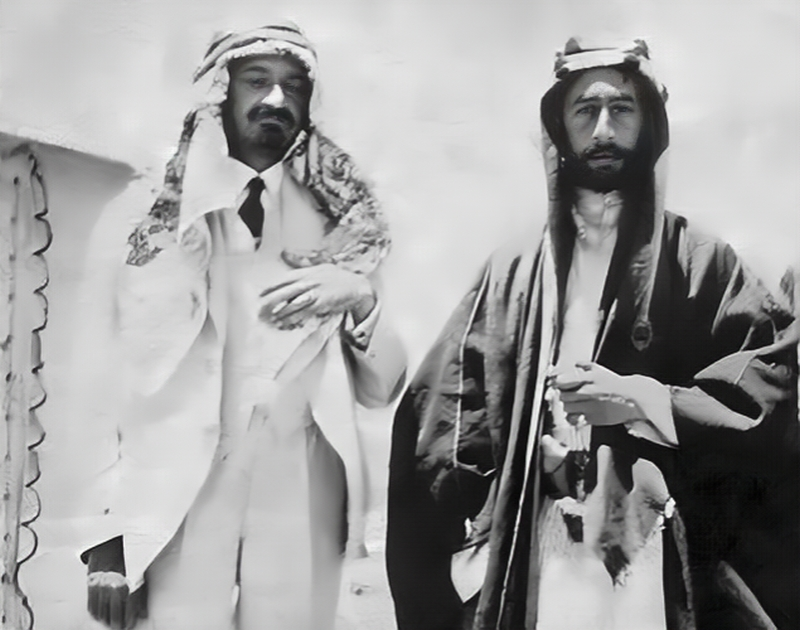
Mit seinem Freund Chaim Weizmann (links von Faisal I., in arabischer Kleidung am 4. Juni 1918 im südlichen Vilâyet Syrien, heute Jordanien) arbeitete Isaac Sieff an der Umsetzung der Balfour-Deklaration.

Sieff, Sohn des aus dem russischen Litauen nach Großbritannien eingewanderten und in Manchester ansässigen jüdischen Kaufmanns Ephraim Sieff, absolvierte nach dem Besuch der Grammar School in Manchester ein Studium der Wirtschaftswissenschaften an der University of Manchester, das er mit einem Bachelor of Commerce (B.Com.) abschloss. Am 15. Juni 1910 heiratete er Rebecca Marks, deren Vater Michael Marks 1894 zusammen mit Thomas Spencer das Einzelhandelsunternehmen Marks & Spencer gegründet hatte.
1913 lernte er zusammen mit Simon Marks, der mit seiner älteren Schwester Miriam Sieff verheiratet war, sowie Harry Sacher, einem weiteren Schwager, den späteren ersten Präsidenten von Israel Chaim Weizmann kennen, der zu dieser Zeit eine Professur an der Universität Manchester innehatte. Seit dieser Zeit waren die Schwager Marks, Sacher und Sieff enge Freunde sowie Verbündete von Chaim Weizmann und unterstützten dessen zionistische Ideen. Als solche trugen sie dazu bei, die erste Balfour-Deklaration voranzubringen, in der sich Großbritannien am 2. November 1917 einverstanden erklärte, mit den zionistischen Bestrebungen in Palästina eine „nationale Heimstätte“ des jüdischen Volkes zu errichten. Außerdem führte die Zusammenarbeit dazu, dass Manchester zum zionistischen Zentrum Großbritanniens wurde.
Sieff war ferner einer der Gründer und Artikelschreiber für die vierzehntäglich erscheinende Zeitschrift Palestine, die zur Bildung einer öffentlichen Meinung zugunsten des Zionismus im Vereinigten Königreich beitrug. Als Weizmann 1918 als Leiter der Zionistischen Kommission nach Palästina reiste, um die Grundlagen zur Umsetzung der Balfour-Deklaration zu schaffen, reiste Sieff als dessen Sekretär mit. Zu dieser Zeit engagierten sich auch die Ehefrauen, Rebecca Sieff und Vera Weizmann, in der zionistischen Bewegung und gehörten 1920 zu den Mitbegründerinnen der Women’s International Zionist Organisation (WIZO).

### Marks & Spencer, PEP und Oberhausmitglied

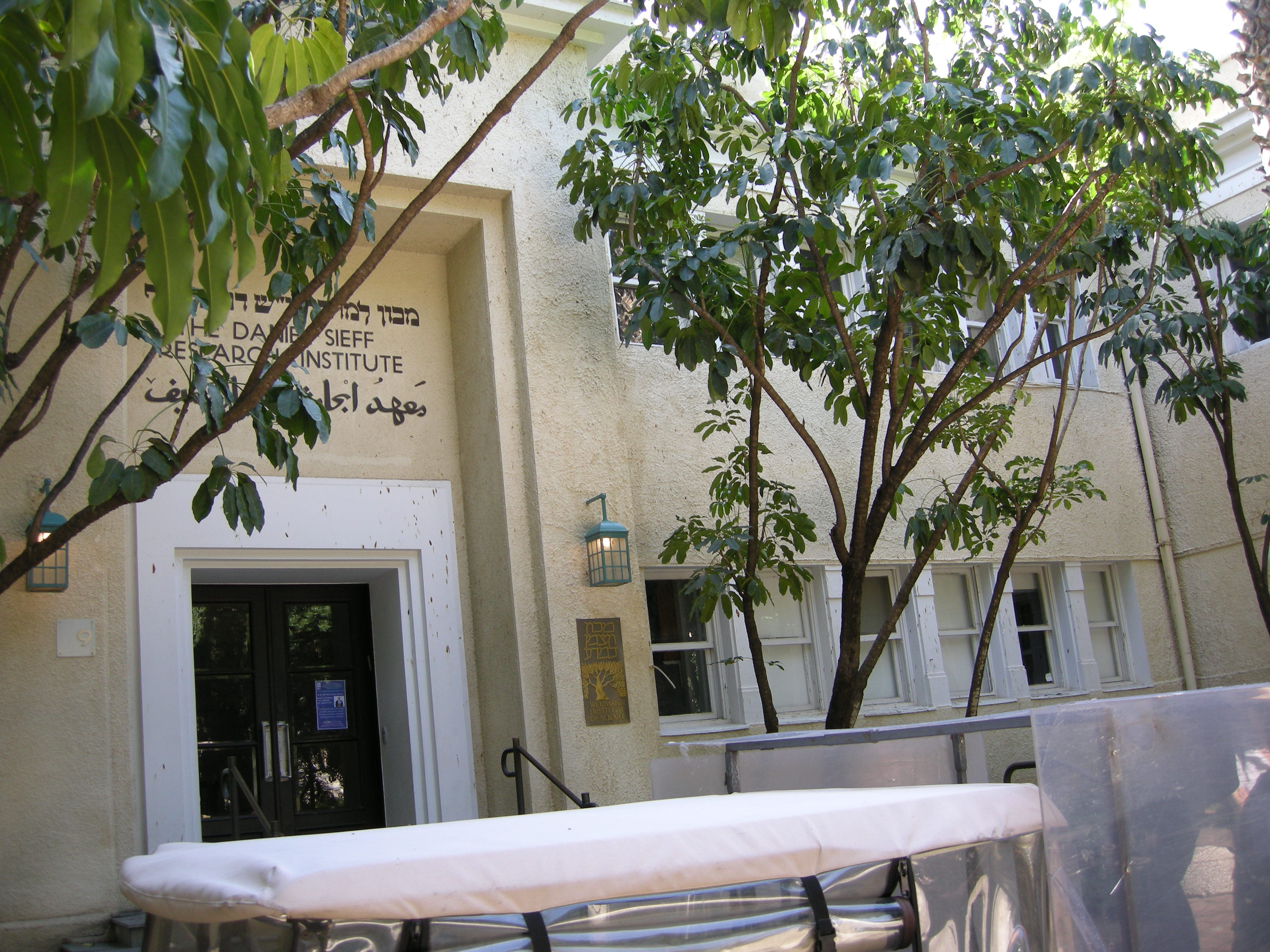
Eingangsportal des 1934 gegründeten Daniel-Sieff-Forschungsinstituts in Rehovot, aus dem sich das heutige Weizmann-Institut für Wissenschaften entwickelte

Später unterstützte Sieff, der seit 1915 Vorstandsmitglied von Marks & Spencer war, seinen Schwager Simon Marks im Management von Marks & Spencer, nachdem das Unternehmen den Hauptsitz nach London verlegt hatte und trug in dieser Zeit seit 1926 als stellvertretender Vorstandsvorsitzender sowie gemeinsamer geschäftsführender Direktor maßgeblich zur Entwicklung des Unternehmens bei.
Zugleich engagierte er sich in der Denkfabrik Political and Economic Planning (PEP), die er 1931 zusammen mit Edward Max Nicholson, Gerald Barry, Julian Huxley, Leonard Knight Elmhirst sowie Basil Blackett gegründet hatte. Nachdem er von 1931 bis 1939 Vorsitzender der PEP war, fungierte er zwischen 1939 und 1964 als deren Vize-Vorsitzender und war zuletzt seit 1966 deren Präsident. Daneben bekleidete Sieff zeitweilig die Funktion des Vize-Vorsitzenden des Royal Anthropological Institute of Great Britain and Ireland (RAI) und wurde auch Fellow dieses Instituts.
1934 unterstützte der Philanthrop Sieff mit anderen Familienmitgliedern die Gründung der Daniel-Sieff-Forschungsinstitut in Rehovot, aus dem sich das heutige Weizmann-Institut für Wissenschaften entwickelte. Zugleich setzte er auch sein zionistisches Engagement fort, und zwar zeitweise als Ehrenpräsident der Zionistischen Föderation von Großbritannien und Irland sowie von dessen Bildungsstiftung. Daneben war er Vorsitzender und Vizepräsident des Joint Palestine Appeal sowie Vorsitzender des Carmel College in Oxfordshire.
Am 21. Juli 1943 war seine Person Thema in einer Debatte des House of Commons. Dabei ging es um eine Berufung 1941 als Sonderberater in eine Kommission der Preisbehörde der USA (Office of Price Administration), auf die Sieff jedoch bereits verzichtet hatte.
Sieff, der auch Fellow der Royal Geographical Society und Ehrendoktor der Rechtswissenschaften (Hon. LL.D.) der University of Manchester war, wurde nach dem Tode von Simon Marks am 8. Dezember 1964 dessen Nachfolger als Vorstandsvorsitzender von Marks & Spencer und bekleidete diese Funktion bis 1967.

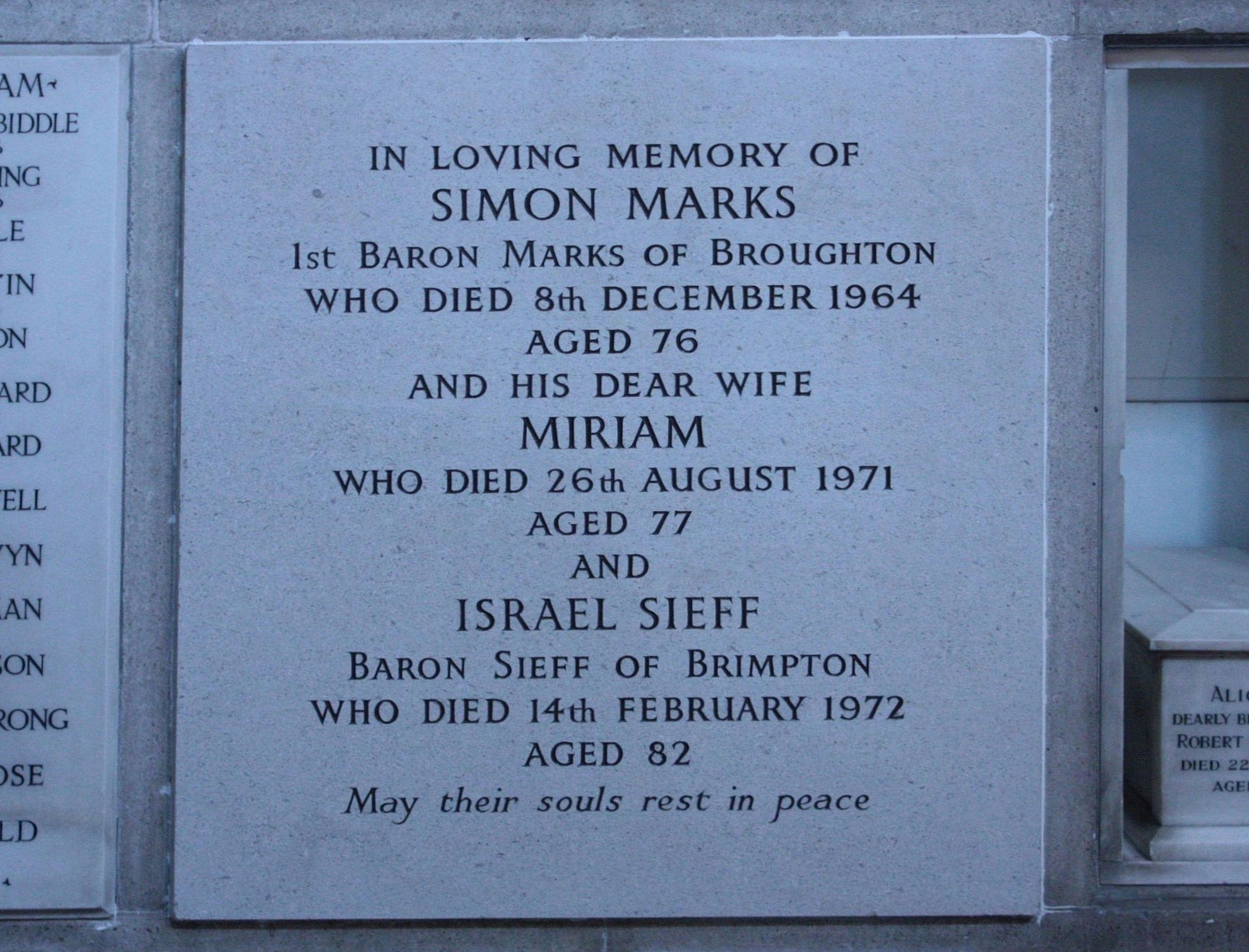
Grabstätte von Simon Marks und Israel Sieff im Golders Green Crematorium in London

Durch ein Letters Patent vom 18. Januar 1966 wurde Sieff gemäß dem Life Peerages Act 1958 als Life Peer mit dem Titel Baron Sieff, of Brimpton in the Royal County of Berkshire, in den Adelsstand erhoben und wurde dadurch auf Lebenszeit Mitglied des House of Lords. 1970 veröffentlichte er unter dem Titel The Memoirs of Israel Sieff seine Autobiografie. Er wurde im Golders Green Crematorium in London eingeäschert, wo sich auch seine Asche befindet.
Aus seiner Ehe mit Rebecca Stieff gingen vier Kinder hervor, darunter die Söhne Michael David Sieff und Marcus Joseph Sieff, die beide ebenfalls führende Funktionen bei Marks & Spencer übernahmen, wobei Marcus Sieff 1980 als Baron Sieff of Brimpton ebenfalls zum Life Peer erhoben wurde.

## Veröffentlichungen
- A Policy for Prosperity, London Caledonian Press, 1934
- Proposals for a Financial Policy of the Jewish Agency, Caledonian Press, 1935
- The Struggle for the Balfour Declaration, Jewish Agency, Department for Education and Culture, 1955
- Jewish Values and Challenges, World Jewish Congress, 1966
- The Memoirs of Israel Sieff, 1970
- The best laid plans ...: what is planning, what is not planning, what is a planner, Mitautor Victor Rothschild, 3. Baron Rothschild, PEP, 1976